# Helena Antonia
Helena Antonia (1550-1595) era una dona barbuda nana de la cort de Maria d'Àustria, i era la favorita de Margarida d'Àustria, i també dama d'honor per Constança d'Àustria. Va néixer a Lieja.